# Philibert Mees
Philibert Mees (Mechelen, 13 mei 1929 - Mechelen, 29 juni 2006) was een Vlaams pianist.
In 1952 behaalde hij het Hoger Diploma voor piano aan het Koninklijk Vlaams Conservatorium Antwerpen. Daarna vervolmaakte hij zich bij de pianisten Stevan Bergmann en Géza Anda.
Philibert Mees ontpopte zich als  een vurig verdediger van de Vlaamse muziek. Hiervan getuigen de vele opnamen die hij maakte in opdracht van de N.I.R. en BRT, zijn cd’s en de keuze van zijn concertprogramma’s. Hij had steeds het doel voor ogen, het weinig bekende oeuvre van de Vlaamse componisten uit de 19e en 20e eeuw – van Peter Benoit tot Frédéric Devreese - weer op de concertpodia te brengen. Hij heeft ook een groot aantal creaties op zijn actief: muziek van Godfried Devreese, Marinus De Jong, Jef Vermeiren, Peter Cabus, Jef Maes en anderen.
Sinds 1953 trad Mees op als solist en als kamermusicus in binnen- en buitenland. Hij concerteerde onder leiding van dirigenten als Franz André, René Defossez, Daniel Sternefeld, Heinz Zilcher, Øivin Fjelstadt, Fernand Terby, Roelof Krol en Fritz Maraffi. Een hoogtepunt in zijn carrière was een Amerikaanse tournee met violist Elwyn Adams. Hij gaf recitals en concerten in heel Europa, onder meer in Bratislava en Rome.
In 1980 vormde hij een vast duo met altviolist Roger Nauwelaers, de alto-solo bij het BRT-orkest. In 1999 kende de Unie van Belgische Componisten hem de Fugatrofee toe voor zijn permanente inzet voor het nationaal repertoire. In 2005 ontving hij de Gaston Feremans Prijs, die tweejaarlijks wordt toegekend aan een verdienstelijke Vlaming uit de sociale, culturele, politieke of wetenschappelijke wereld.
Hij werd met twee messteken vermoord in zijn woning in de Lange Schipstraat 95 in Mechelen. Op 4 juli 2006 werd een twintiger van buitenlandse afkomst aangehouden en in verdenking gesteld van betrokkenheid bij de moord op Philibert Mees.  Later bekende hij de moord.  De identiteit van de moordenaar werd een tijdlang geheimgehouden in de Belgische media; bij het assisenproces werd in de pers bekend dat het ging om de Tunesiër Bilel Gheribi. Hij werd in 2009 tot vijf jaar cel en een geldboete veroordeeld.